# موسيقى ريذم أند بلوز
موسيقى ريذم أند بلوز، تُعرف بشكل شائع بالاختصار «آر أند بي» (بالإنجليزية: Rhythm and blues، واختصارًا: R&B)، هي نوع من أنواع الموسيقى الشعبية التي نشأت في المجتمعات الأفريقية الأمريكية في أربعينيات القرن العشرين. استُخدم المصطلح أصولًا من قبل شركات التسجيل لوصف التسجيلات المسوقة بشكل رئيسي للأفريقيين الأمريكيين الحضريين، في وقت كانت فيه شعبية «موسيقى الجاز والروك الحضرية المترافقة مع النبضات المستمرة الثقيلة» متزايدةً باستمرار. في موسيقى الريذم آند بلوز التجارية، من خمسينيات القرن الماضي وحتى السبعينيات، تكونت الفرق عادةً من بيانو، وغيتار واحد أو اثنين، وبيس، ودرامز، وساكسفون واحد أو أكثر وأحيانًا مغنيين خلفيين. غالبًا ما تحيط مواضيع كلمات الآر آند بي بمشاعر الألم الخاصة بالتجربة الأفريقية الأمريكية والبحث عن الحرية والسعادة، بالإضافة إلى الانتصارات والمحاولات الفاشلة في ميادين العلاقات البشرية، والاقتصاد والطموحات.
خضع مصطلح «ريذم آند بلوز» للعديد من التغييرات في معناه. في أوائل خمسينيات القرن الماضي، أُطلق بشكل متكرر على أسطوانات البلوز. بدءًا من منتصف الخمسينيات، وبعد أن شارك هذا الأسلوب الموسيقي في تطوير الروك أند رول، أصبح المصطلح «آر آند بي» يُستخدم للإشارة إلى الأساليب الموسيقية التي تطورت عن الإلكتريك بلوز والغوسبل وموسيقى السول ساهمت فيها. في الستينيات، عُرفت العديد من فرق الروك البريطانية، مثل الرولينغ ستونز، وذا هو والأنيملز، وقُدمت على أنها فرق «آر آند بي»؛ احتوت ملصقات مقر فرقة ذا هو في نادي ماركي في عام 1964 على شعار، «ماكسيموم آر آند بي». يُطلق على دمجهم الروك آند رول مع «آر آند بي» اسم «الريذم آند بلوز البريطاني». مع حلول السبعينيات، تغير مصطلح «ريذم آند بلوز» مرةً أخرى ليُستخدم كمصطلح يغطي كلًا من السول والفانك. في الثمانينيات، تطور أسلوب أحدث من الريذم آند بلوز، وقد عُرف باسم «الآر آند بي المعاصر». جمع بين الريذم آند بلوز وعناصر من البوب والسول والفانك والهيب هوب والموسيقى الإلكترونية. شمل مغنيو «آر آند بي» البارزون في نهاية القرن العشرين كلًا من برنس، وآر كيلي، وستيفي وندر، ومايكل جاكسون، وويتني هيوستن وماريا كيري. في القرن الواحد والعشرين، حافظ نوع الريذم آند بلوز على شعبيته لكن ازداد توجهه نحو البوب، إذ تأثر بالعديد من الفنانين الناجحين أمثال برونو مارس، وكريس براون، وسزا، وروبن ثيك وذا ويكند.

## أصل التسمية والتعريف والوصف
رغم أن الفضل يعود إلى جيري ويكسلر من مجلة بيلبورد في صياغة مصطلح «ريذم آند بلوز» كمصطلح موسيقي في الولايات المتحدة في عام 1948، إلا أن المصطلح قد اسُتخدم في بيلبورد منذ أوائل عام 1943. إذ استُبدل بمصطلح «موسيقى العرق»، الذي ظهر في الأصل من داخل مجتمع السود، ولكنه اعتُبر مسيئًا في عالم ما بعد الحرب. استُخدم مصطلح «ريذم آند بلوز» بواسطة بيلبورد في قوائم التسجيلات الخاصة بها من يونيو 1949 حتى أغسطس 1969، عندما غيرت تسمية قائمة «أغاني ريذم آند بلوز حارة» إلى «أفضل أغاني السول المباعة». قبل إنشاء اسم «ريذم آند بلوز»، بدأت شركات تسجيل مختلفة بالفعل في استبدال «سلسلة البني الداكن» بمصطلح «موسيقى العرق».
عرّف الكاتب والمنتج روبرت بالمر الريذم آند بلوز بأنه «مصطلح عام يشير إلى أي نوع من أنواع الموسيقى التي قدمها الأمريكيون السود». استخدم المصطلح «آر آند بي» كمرادف لجامب بلوز. ومع ذلك، تفصل أوول ميوزيك بين الجامب بلوز و«آر آند بي» إذ تتأثر الأخيرة بالغوسبل بشكل أكبر. يكتب لورانس كوهن، وهو مؤلف لا شيء إلا البلوز، أن مصطلح «ريذم آند بلوز» كان مصطلحًا شاملًا صُنع من أجل مصلحة الصناعة. وفقًا له، شمل المصطلح موسيقى السود جميعها ما عدا الكلاسيكية منها والدينية، وقد حققت أغنية الغوسبل مبيعات ساحقة لتتخطى جميع القوائم. في القرن الواحد والعشرين، يستمر استخدام المصطلح «آر آند بي» (في بعض السياقات) من أجل تصنيف الموسيقى التي صنعها الموسيقيون السود، باعتبارها مميزةً عن أنماط الموسيقى التي ينتجها الموسيقيون الآخرون.
في موسيقى الريذم آند بلوز التجارية، من خمسينيات القرن الماضي وحتى السبعينيات، تكونت الفرق عادةً من بيانو، وغيتار واحد أو اثنين، وبيس، ودرامز وساكسفون. وقد تدرب العازفون على هذه الترتيبات حتى أصبحت شديدة السهولة، بالإضافة إلى وجود المغنيين الخلفيين في بعض الأحيان. تتشابك الأجزاء البسيطة ببعضها البعض، ما يخلق زخمًا وتفاعلًا إيقاعيًا ينتج عنه نسيج غنائي مرح وغالبًا مغناطيسي يلفت الانتباه إلى عدم وجود صوت فردي. بينما يتفاعل المغنيون عاطفيًا مع الكلمات، غالبًا بحدة، إلا أنهم يبقون هادئين ومسترخين ومتحكمين. ارتدت الفرق البدلات، وحتى الأزياء الرسمية، وهي ممارسة مرتبطة بالموسيقى الشعبية الحديثة التي تطمح الـ ريذم آند بلوز للهيمنة عليها. غالبًا ما بدت الكلمات قدرية، واتبعت الموسيقى بشكل نموذجي أنماطًا سهلة التنبؤ في كل من بنيتها والكورد.

## الريذم آند بلوز البريطاني

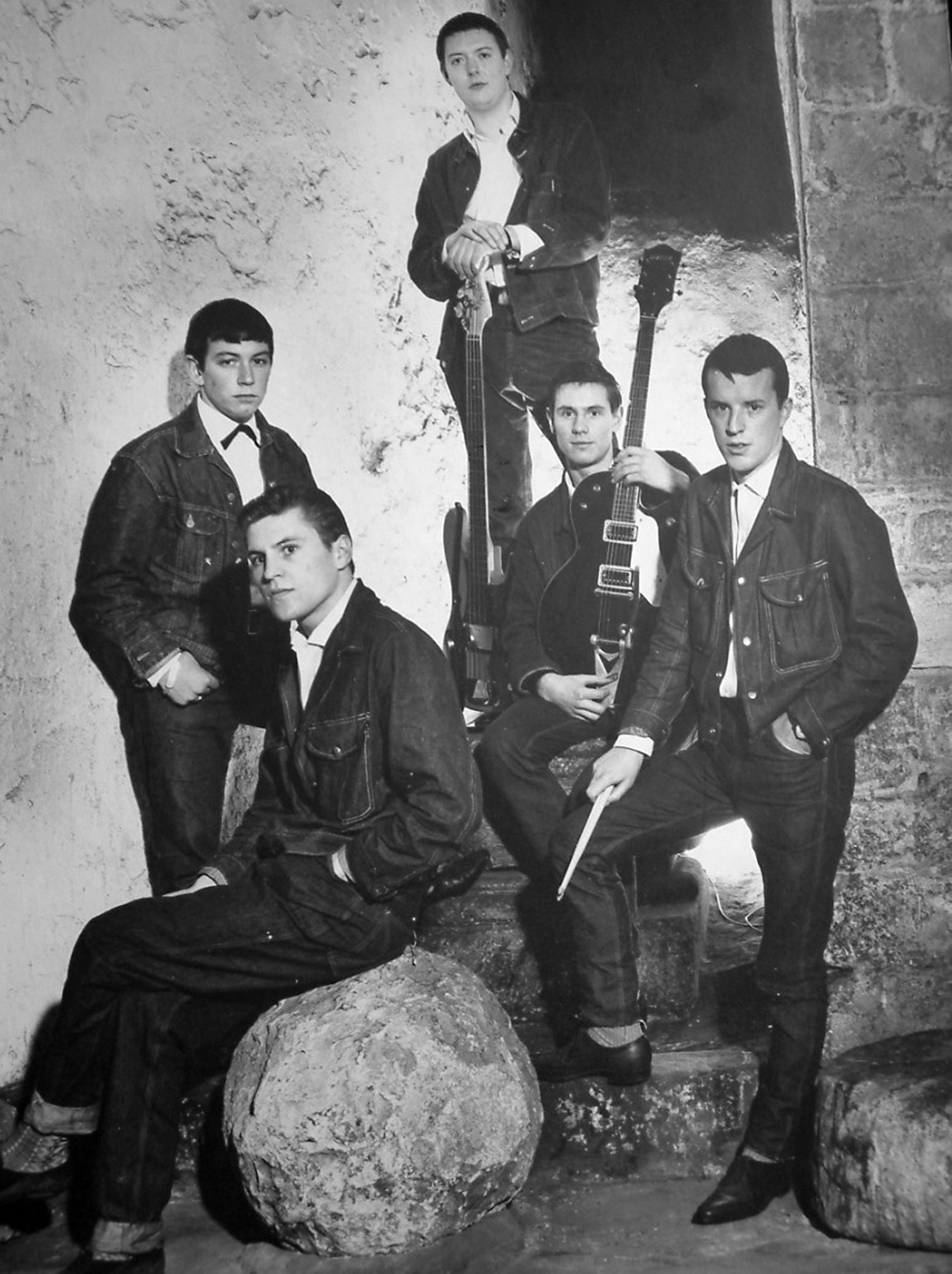
إيريك بيردن وذي أنيملز (1964).

تطورت الريذم آند بلوز البريطانية والبلوز روك في أوائل ستينيات القرن العشرين، وقد ظهرت كرد على تسجيلات الفنانين الأمريكيين، التي جلبها في الغالب الجنود الأفريقيون الأمريكيون المتمركزون في بريطانيا، أو البحارة الذين زاروا موانئ لندن وليفربول ونيوكاسل وبلفاست. حاولت العديد من الفرق الموسيقية، لا سيما في مسرح نادي لندن الناشئ، محاكاة عازفي الريذم آند بلوز السود، ما أدى إلى صوت «أخشن» و«أكثر شدة» مقارنةً مع «مجموعات البيت» الأكثر شعبية. تطور هذا النمط في البداية من مسارح نوادي الجاز والسكيفل والبلوز، وكان الفنانون الأوائل ميالون للتركيز على عازفي البلوز الرئيسيين والأشكال القياسية، وخاصةً عازف البلوز روك الأمريكي أليكسيس كورنر، الذي كان عضوًا في فرق الرولينغ ستونز، وكولوسيوم، وذا ياردبيردز، ومانفريد مان وذا غراهام بوند أورغانيزيشن. وقد أثر هذا الاهتمام بموسيقى البلوز على كبار موسيقى الروك البريطانيين، بمن فيهم إريك كلابتون، وميك تايلور، وبيتر غرين، وجون مايال، وفري وكريم، إذ أبدوا اهتمامًا بمجموعة واسعة من أنماط الريذم آند بلوز.
أصبحت فرقة الرولينغ ستونز إلى جانب فرق البيت أخرى ثاني أكثر الفرق الموسيقية شعبيةً في المملكة المتحدة (بعد البيتلز)، وقادت «الغزو البريطاني» لقوائم البوب الأمريكية. أنتجت الفرقة نسخةً من أغنية بوبي ووماك آند ذا فالنتينوس «انتهى كل شيء الآن»، ومنحتهم هذه الأغنية المركز الأول في المملكة المتحدة لأول مرة في عام 1964. تحت تأثير فرق البلوز والريذم آند بلوز، أنتجت فرق مثل ذا رولينج ستونز، وذا ياردبيردز، وذي أنيملس والمزيد من الفرق المتأثرة بالجاز مثل غراهام بوند أورغانيزيشن وزوت موني، ألبومات بلو-آيد سول. شمل موسيقيو «الآر آند بي» البيض الذين برزوا في المملكة المتحدة ستيف وينوود، وفرانكي ميلر، وسكوت ووكر آند ووكر براذرز، والأنيملز من نيوكاسل، بالإضافة إلى سبنسر ديفيس كروب وفان موريسون آند ذيم من بلفاست. لم تعزف أي هذه الفرق الريذم آند بلوز بشكل حصري، لكنها بقيت في صلب ألبوماتهم الأولى.
نمت موسيقى الثقافة الفرعية المعدلة البريطانية من الريذم آند بلوز وبشكل لاحق من السول، التي عُزفت بواسطة فنانين لم يكونوا متاحين لنوادي لندن الصغيرة حيث نشأ هذا المشهد الموسيقي. نتيجةً لهذا، ظهر عدد من الفرق التي ملأت هذه الفجوة، بما في ذلك سمول فاسيس، والأكثر نجاحًا ذا هو. بحلول عام 1966، انتقلت فرقة ذا هو من محاولتهم محاكاة «الآر آند بي» الأمريكية إلى إنتاج أغاني عكست أسلوبهم المعدل. تمتعت العديد من هذه الفرق بالنجاح الوطني في المملكة المتحدة، إلا أنها عجزت عن اقتحام سوق الموسيقى الأمريكية.
أنتجت فرق «آر آند بي» البريطانية موسيقى ذات أنغام مختلفة جدًا عن تلك التي عزفها الفنانون الأفريقيون الأمريكيون، إذ غالبًا ما ركزت على الإيتار بشكل أكبر وأحيانًا بطاقة أكبر. تعرضوا للانتقاد على استغلالهم الكتالوج الضخم الخاص بالموسيقى الأفريقية الأمريكية، لكن ذُكر أيضًا دورهم في الترويج لهذه الموسيقى، وتقديمها للبريطانيين والعالم، وفي بعض الأحيان للجمهور الأمريكي، وقد ساعدوا أيضًا في بناء سمعة فناني الريذم آند بلوز الحاليين والقدامى. انتقلت معظم هذه الفرق بشكل سريع من تسجيل المعايير الأمريكية وتأديتها إلى كتابة موسيقاهم الخاصة وتسجيلها، تاركين خلفهم جذورهم المتعلقة بالريذم آند بلوز.